# Estação Ferroviária de Palmela
A estação ferroviária de Palmela (nome anteriormente grafado como "Palmella"), é uma interface encerrada da Linha do Sul, que servia nominalmente a localidade de Palmela, no Distrito de Setúbal, em Portugal. Foi substituída por nova interface designada Palmela-A, já no século XXI.

## Descrição

### Localização e acessos
Esta interface situa-se no limite nordeste da malha urbana de Aires, a nascente da localidade nominal, distando do seu centro (Biblioteca Municipal) mais de três quilómetros, incluindo um troço de acentuado declive.

### Infraestrutura
Esta interface apresenta quatro vias de circulação, numeradas de I a IV, todas com 244 m de extensão exceto a via III, com 262 m, e não tem qualquer plataforma; existem ainda cinco vias secundárias, identificadas como V, G1, G2, G3, e G4, com comprimentos entre 209 e 149 m; todas estas vias estão eletrificadas em toda a sua extensão. Situa-se nesta configuração, centrado ao PK 22+95, o Ramal Palmela-Megaço, gerido pela Megaço - Produtos Siderúrgicos; tem tipologia «Linhas de Carga/Desc. Privado» (instalação n.º 101; Ramal de Estação, dep. 68304; cód. 159), e insere-se na via ao PK 22+560 (dep. 68700). Situa-se igualmente nesta configuração, centrado ao PK 22+18, o Ramal Palmela-Slem, gerido pela SLEM - Sociedade Luso Espanhola de Metais; tem tipologia «Linhas de Carga/Desc. Privado» (instalação n.º 102; Ramal de Estação, dep. 68205; cód. 158), e insere-se na via ao PK 22+532 (dep. 68072). O edifício de passageiros situa-se do lado poente da via (lado direito do sentido ascendente, para Funcheira).

## História

### Século XIX
O troço entre as estações de Pinhal Novo e Setúbal da Linha do Sul, onde se insere esta interface, entrou ao serviço em 1 de Fevereiro de 1861.

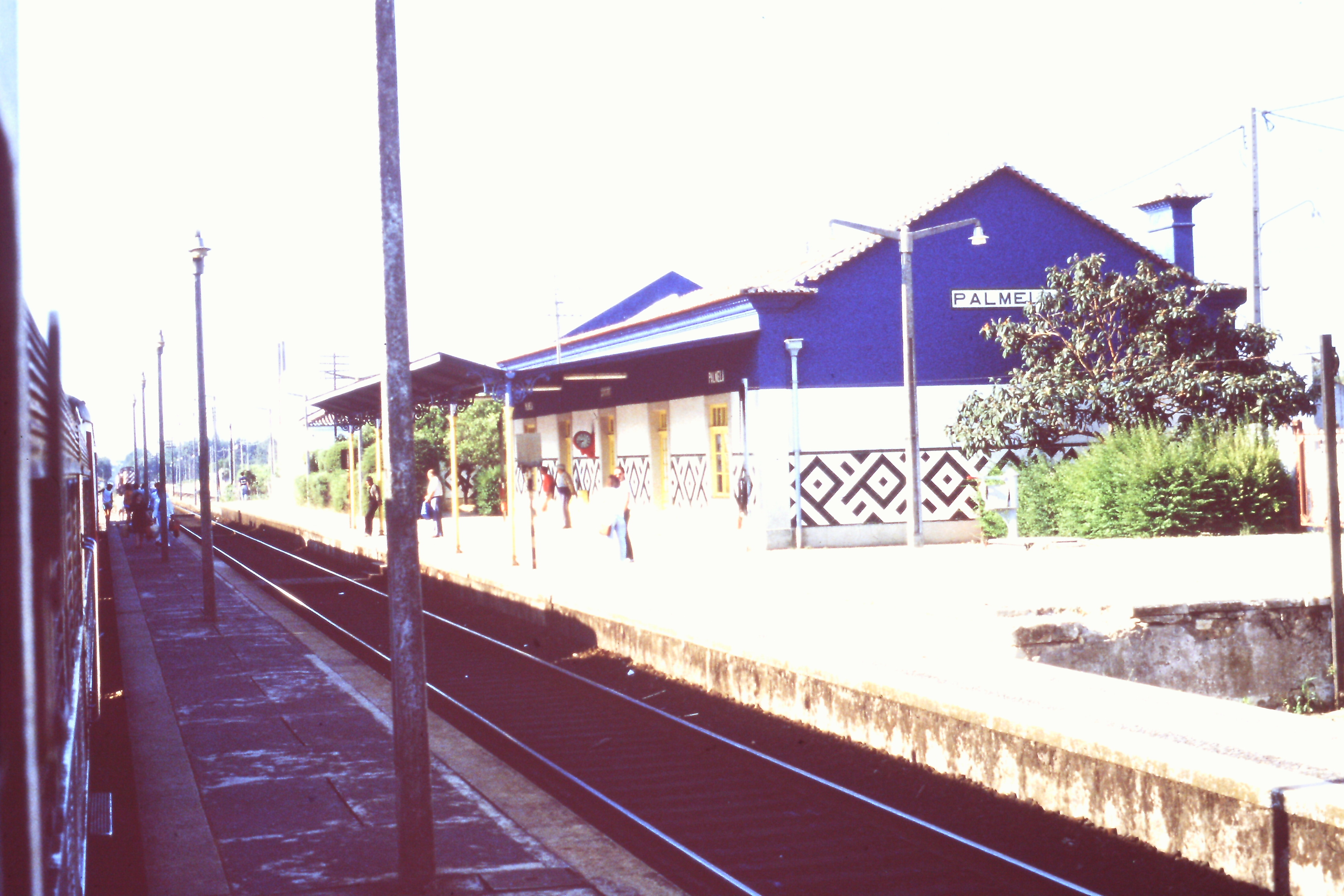
A estação, com plataformas e edifício de passageiros, na década de 1980.

### Século XX
Em 1913, existia um serviço de diligências entre a estação e a vila de Palmela.
Após a integração dos antigos Caminhos de Ferro do Estado na Companhia dos Caminhos de Ferro Portugueses, em 1927, aquela empresa iniciou um programa de remodelação das antigas estações do Estado, incluindo a de Palmela. Em 1934, a Companhia realizou grandes obras de reparação nesta estação.
Esta estação é a terceira das quatro referidas por Fernando Pessoa no seu poema “Anti-Gazetilha” (Sol 1926.11.13; mais tarde incluída como “O Comboio Descendente” em numerosas antologias e musicada nos anos 1980 por Zé Mário Branco), que descreve um sinuoso e improvável «comboio descendente» que segue de «Queluz à Cruz Quebrada», «da Cruz Quebrada a Palmela», e «de Palmela a Portimão».
Em 1988 esta interface prestava ainda serviço de passageiros, tendo sido desativada entretanto.

### Século XXI
Em Janeiro de 2011, já depois da criação de Palmela-A, contava com duas vias de circulação, ambas com 248 m de comprimento, e que não tinham quaisquer plataformas — valores mais tarde alterados para os atuais.